# Yuhina castaniceps
La yuhina estriada (Yuhina castaniceps) es una especie de ave paseriforme de la familia Zosteropidae que vive en el sur de Asia.

## Distribución
Se extiende desde el extremo nororiental del subcontinente indio hasta el oeste del sudeste asiático. Se encuentra en los bosques de montaña del este del Himalaya y sus estribaciones orientales, la cordillera Arakan y las montañas al norte de la península malaya; distribuido por Bangladés, Birmania, Bután, Hong Kong, noreste de la India, Laos, Nepal, Tailandia.